# 2 Socky
2 Socky (stylizováno jako 2 $ocky, v anglickém originále 2 Broke Girls) je americký televizní sitcom vytvořený pro Warner Bros. Television od Michaela Patricka Kinga a Whitney Cummingsové. Premiérově byl vysílán na americké stanici CBS od 19. září 2011 do 17. dubna 2017. V Česku se seriál vysílá od 2. září 2013 na televizi Smíchov (nyní Nova Fun). Seriál se odehrává v newyorské čtvrti Brooklyn. Zápletka seriálu sleduje životy spolubydlících Max Blackové (Kat Denningsová) a Caroline Channingové (Beth Behrs), které na tom nejsou finančně nejlépe, ale snaží se začít podnikat s dortíky.
Seriál po premiéře obdržel smíšené recenze, ve kterých byla zmíněna chemie mezi oběma hlavními postavami a bodem kritiky byly sexuální vtipy. Seriál obdržel tři nominace na cenu Emmy, z nichž jednu vyhrál.
Seriál byl zrušen stanicí CBS po šesté sérii kvůli nízké sledovanosti a recenzím.

## Synopse
Seriál zachycuje životy dvou servírek: Max Blackové (Kat Denningsová), dítě chudé matky a neznámého otce, a Caroline Channingové (Beth Behrsová), která se narodila v bohatých poměrech, ale kvůli svému otci Martinu Channingovi zůstala bez peněz. Obě společně pracují v bistru Williamsburg Diner v Brooklynu, později se z nich stávají kamarádky, které spolu bydlí v jednom bytě a jdou tvrdě za svým snem, otevřít si obchod s dortíky. Společně s nimi pracují: majitel bistra Han Lee (Matthew Moy), perverzní ukrajinský kuchař Oleg Golishevsky (Jonathan Kite) a pětasedmdesátiletý pokladní Earl (Garrett Morris). V příběhu se objevuje také jejich sousedka z Polska, která provozuje čisticí firmu Sophiina volba, Sophie Kachinsky (Jennifer Coolidge).
Během první řady dělala Max na částečný úvazek chůvu dvojčatům Peach Landisové (Brooke Lyons), která v průběhu řady adoptuje Carolinina koně Kaštana. Na konci každého dílu se objevuje aktuální částka peněz, kterou si vydělaly k jejich cíli 250 000 dolarů. V druhé řadě dívkám půjčuje 20 tisíc dolarů, což jim stačí k začátku podnikání.
Nicméně, obchod nevyjde a dívky jsou nuceny v osmnáctém díle obchod zavřít a z vydělaných peněz vrátit Sophii půjčku. Na konci dílu se objeví aktuální stav v hodnotě 1 dolaru. Ve třetí řadě si dívky otevřou nový obchod v zadní části bistra.

## Obsazení

### Hlavní postavy
- Kat Denningsová jako Max Blacková
- Beth Behrs jako Caroline Wesbox Channingová
- Garrett Morris jako Earl
- Jonathan Kite jako Oleg Golishevsky
- Matthew Moy jako Han Lee
- Jennifer Coolidge jako Sophie Kachinsky

### Vedlejší postavy
- Kůň Kaštan
- Brooke Lyons jako Peach Landisová (1. řada)
- Nick Zano jako Johnny (1. a 2. řada)
- Ryan Hansen jako Andy (2. řada)
- Federico Dordei jako Luis (3. řada)
- Gilles Marini jako Nicolas (3. řada)
- Mary Lynn Rajskub jako Bebe (3. řada)
- Eric André jako Deacon „Deke“ Bromberg (3. řada)
- Patrick Cox jako John (3. a 4. řada)
- Austin Falk jako Nashit „Nash“ (4. řada)

### Speciální hosté
- Martha Stewart jako ona sama[2]
- Steven Weber jako Martin Channing
- Cedric Entertainer jako Darius
- 2 Chainz jako on sám
- Missi Pyle jako Charity Channingová
- Debra Wilson jako vyčerpaný zaměstnanec
- Andy Dick jako J. Petto
- Piers Morgan jako on sám
- Kyle Gass jako provozovatel SFX
- Lindsay Lohan jako Claire Guinness
- Hal Linden jako Lester
- Kim Kardashian West jako ona sama[3]
- Jesse Metcalfe jako Sebastian
- Valerie Harper jako Nola Anderz
- Sandra Bernhard jako Joedth „Jo“
- Caroline Rhea jako Bonnie

## Výroba

### Vývoj a casting
Před tím než byl seriál objednán stanici CBS, stal se pilotní díl součástí nabídkové války, kterou vyhrála stanice CBS, která se s tvůrci dohodla 10. prosince 2010. První řadu pak stanice objednala 13. května 2011. Jednalo se o jeden ze dvou seriálů, jejíchž součástí byl v televizní sezóně 2011–12 Whitney Cummings. Druhým seriál byl seriál Whitney od stanice NBC.
Dne 18. února 2011 byla Denningsová obsazena do role Max. O týden později, dne 25. února 2011, byla na základě castingu obsazena Behrs do role Caroline. Moy, Morris a Kite byli obsazeni do svých rolí jako poslední.

### Natáčení
Seriál byl natáčený před živým publikem s doplněním umělého smíchu.

## Přehled dílů
| Řada | Díly | Premiéra v USA     | Premiéra v USA  | Premiéra v ČR      | Premiéra v ČR      |
| Řada | Díly | První díl          | Poslední díl    | První díl          | Poslední díl       |
| ---- | ---- | ------------------ | --------------- | ------------------ | ------------------ |
| 1    | 24   | 19. září 2011      | 7. května 2012  | 2. září 2013       | 10. října 2013     |
| 2    | 24   | 24. září 2012      | 13. května 2013 | 14. října 2013     | 21. listopadu 2013 |
| 3    | 24   | 23. září 2013      | 5. května 2014  | 18. června 2014    | 29. července 2014  |
| 4    | 22   | 27. října 2014     | 18. května 2015 | 24. listopadu 2015 | 4. prosince 2015   |
| 5    | 22   | 12. listopadu 2015 | 12. května 2016 | 29. října 2016     | 4. listopadu 2016  |
| 6    | 22   | 10. října 2016     | 17. dubna 2017  | 14. ledna 2018     | 21. ledna 2018     |